# Али Хасан ал-Маджид
Али Хасан ал-Маджид (на арабски: علي حسن المجيد) (1941 – 2010) е бивш министър на отбраната на Ирак. Той е първи братовчед на бившия президент Саддам Хусейн.
Али Хасан ал-Маджид и други 2 представители от бившия режим са осъдени на смърт чрез обесване от иракски съд на 24 юни 2007 г. за участието им в операциите от 1980-те години, довели до смъртта на 180 000 кюрди.
Али Хасан ал-Маджид е наречен Химическият Али и Кюрдистанският касапин заради ролята му в ръководството на Операция „Анфал“, когато заповядва атака с химическо оръжие на кюрдския град Халабджа, вследствие на което умират хиляди кюрди.